# Шеломовское сельское поселение
Шеломовское сельское поселение — упразднённое муниципальное образование в западной части Новозыбковского района Брянской области. Административный центр — село Шеломы.
Образовано в результате проведения муниципальной реформы в 2005 году, путём слияния дореформенных Шеломовского и Новоместского сельсоветов и части Катичского сельсовета.
10 июня 2019 года вместе с другими сельскими поселениями Новозыбковского муниципального района было упразднено и объединено с городским округом г. Новозыбкова в новое единое муниципальное образование Новозыбковский городской округ.

## Население
| 2010  | 2011  | 2012  | 2013  | 2014  | 2015  | 2016  |
| ----- | ----- | ----- | ----- | ----- | ----- | ----- |
| 1304  | ↘1302 | ↗1310 | ↘1273 | ↘1260 | ↘1244 | ↘1207 |
| 2017  | 2018  | 2019  |       |       |       |       |
| ↘1180 | ↘1171 | ↘1134 |       |       |       |       |

## Населённые пункты
- село Шеломы
- деревня Журавка
- деревня Карна
- посёлок Корчи
- село Новое Место

### Упразднённые населённые пункты
- посёлок Граница Новоместского сельсовета — исключён из учётных данных в 1987 году.